# Oxytropis rupifraga
Oxytropis rupifraga är en ärtväxtart som beskrevs av Aleksandr Andrejevitj Bunge. Oxytropis rupifraga ingår i släktet klovedlar, och familjen ärtväxter. Inga underarter finns listade i Catalogue of Life.